# Montoulieu (Ariège)
Montoulieu ist eine französische Gemeinde mit 416 Einwohnern (Stand: 1. Januar 2022) im Département Ariège in der Region Okzitanien. Sie gehört zum Arrondissement Foix und ist Mitglied im Gemeindeverband L’Agglo Foix-Varilhes. Die Einwohner werden Montouléens und Montouléennes genannt.

## Geografie

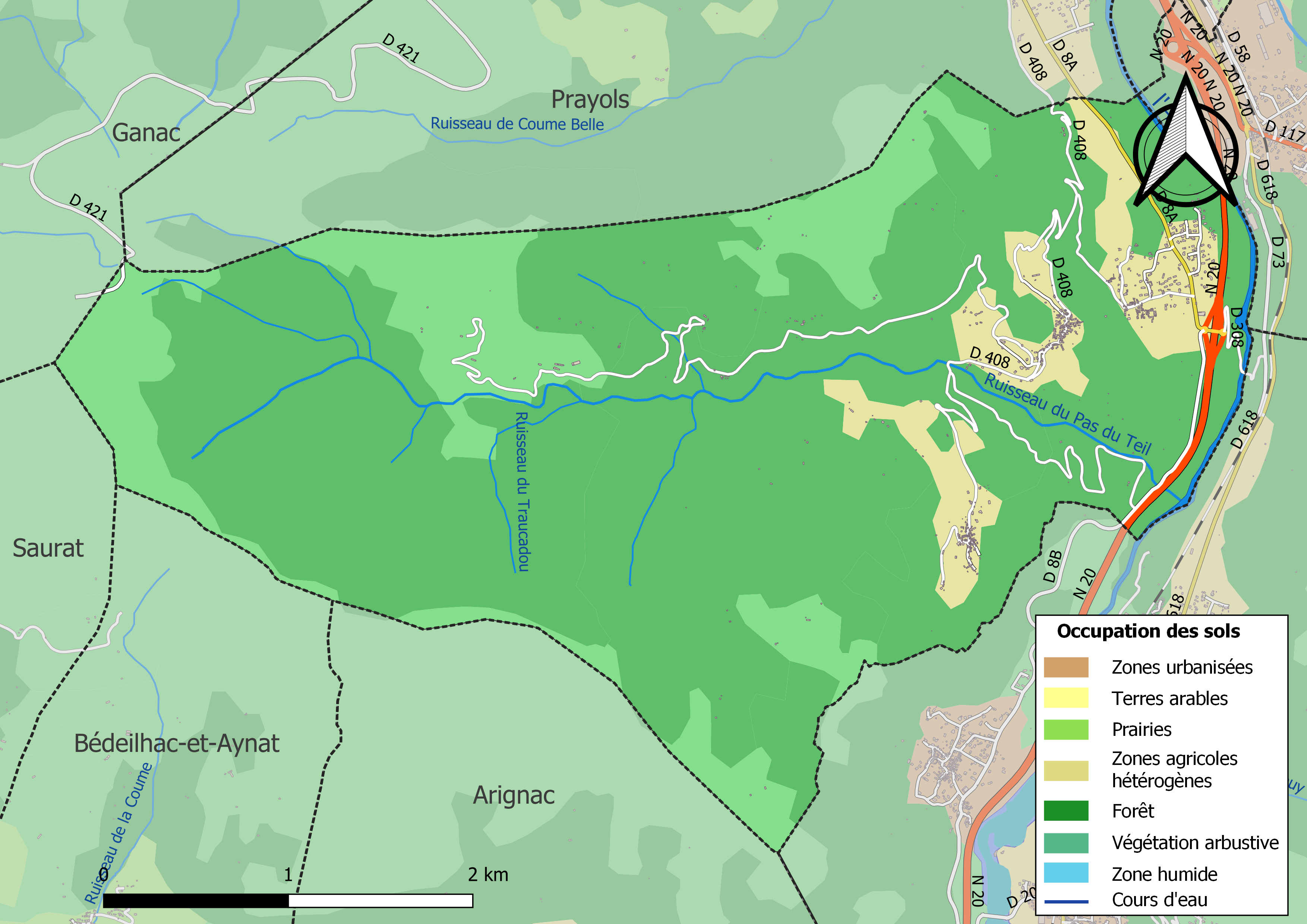
Bodennutzung, Hydrografie und Infrastruktur der Gemeinde

Die Gemeinde ist historisch und kulturell Teil des Pays de Foix und liegt etwa sechs Kilometer südsüdöstlich von Foix sowie etwa 80 Kilometer südsüdöstlich von Toulouse am Fuß des Arize-Massifs am linken Ufer der Ariège, die die östliche Gemeindegrenze bildet. Montoulieu befindet sich im Einzugsgebiet der Garonne und wird außer von der Ariège vom Ruisseau du Pas du Teil bewässert, der im westlichen Gemeindegebiet entspringt und es von West nach Ost durchquert, bevor er an der östliche Gemeindegrenze in die Ariège mündet. Nach Westen gewinnt das Gebiet der Gemeinde steil an Höhe mit dem Bout de Touron (1488 m) als höchstem Punkt an der Grenze zu den Nachbargemeinden Ganac und Saurat. Das Gemeindegebiet ist Teil des Regionalen Naturpark Pyrénées Ariégeoises, des Natura 2000-Schutzgebiets „Garonne, Ariège, Hers, Salat, Pique et Neste“, das hauptsächlich der Fischwanderung gewidmet ist, und von fünf ZNIEFF-Naturgebieten. Über 92 % der Fläche der Gemeinde sind bewaldet oder naturbelassen.
Umgeben wird Montoulieu von den Nachbargemeinden Prayols im Norden, Montgailhard (Berührungspunkt) und Saint-Paul-de-Jarrat im Nordosten, Mercus-Garrabet im Südosten, Arignac im Süden, Bédeilhac-et-Aynat im Südwesten, Saurat im Westen und Ganac im Nordwesten.

## Bevölkerungsentwicklung
| Montoulieu: Einwohnerzahlen von 1793 bis 2020                                                                              | Montoulieu: Einwohnerzahlen von 1793 bis 2020 | Montoulieu: Einwohnerzahlen von 1793 bis 2020 | Montoulieu: Einwohnerzahlen von 1793 bis 2020 | Montoulieu: Einwohnerzahlen von 1793 bis 2020 |
| --- | --------------------------------------------- | --------------------------------------------- | --------------------------------------------- | --------------------------------------------- |
| Jahr |                                               |                                               |                                               | Einwohner                                     |
| 1793 | 1793                                          |                                               | 516                                           | 516                                           |
| 1800 | 1800                                          |                                               | 529                                           | 529                                           |
| 1806 | 1806                                          |                                               | 606                                           | 606                                           |
| 1821 | 1821                                          |                                               | 648                                           | 648                                           |
| 1831 | 1831                                          |                                               | 687                                           | 687                                           |
| 1836 | 1836                                          |                                               | 812                                           | 812                                           |
| 1841 | 1841                                          |                                               | 834                                           | 834                                           |
| 1846 | 1846                                          |                                               | 877                                           | 877                                           |
| 1851 | 1851                                          |                                               | 874                                           | 874                                           |
| 1856 | 1856                                          |                                               | 832                                           | 832                                           |
| 1861 | 1861                                          |                                               | 870                                           | 870                                           |
| 1866 | 1866                                          |                                               | 839                                           | 839                                           |
| 1872 | 1872                                          |                                               | 843                                           | 843                                           |
| 1876 | 1876                                          |                                               | 836                                           | 836                                           |
| 1881 | 1881                                          |                                               | 768                                           | 768                                           |
| 1886 | 1886                                          |                                               | 774                                           | 774                                           |
| 1891 | 1891                                          |                                               | 760                                           | 760                                           |
| 1896 | 1896                                          |                                               | 765                                           | 765                                           |
| 1901 | 1901                                          |                                               | 721                                           | 721                                           |
| 1906 | 1906                                          |                                               | 628                                           | 628                                           |
| 1911 | 1911                                          |                                               | 605                                           | 605                                           |
| 1921 | 1921                                          |                                               | 523                                           | 523                                           |
| 1926 | 1926                                          |                                               | 453                                           | 453                                           |
| 1931 | 1931                                          |                                               | 398                                           | 398                                           |
| 1936 | 1936                                          |                                               | 377                                           | 377                                           |
| 1946 | 1946                                          |                                               | 297                                           | 297                                           |
| 1954 | 1954                                          |                                               | 259                                           | 259                                           |
| 1962 | 1962                                          |                                               | 239                                           | 239                                           |
| 1968 | 1968                                          |                                               | 398                                           | 398                                           |
| 1975 | 1975                                          |                                               | 202                                           | 202                                           |
| 1982 | 1982                                          |                                               | 220                                           | 220                                           |
| 1990 | 1990                                          |                                               | 278                                           | 278                                           |
| 1999 | 1999                                          |                                               | 305                                           | 305                                           |
| 2006 | 2006                                          |                                               | 357                                           | 357                                           |
| 2013 | 2013                                          |                                               | 362                                           | 362                                           |
| 2020 | 2020                                          |                                               | 411                                           | 411                                           |
| Quelle(n): EHESS/Cassini bis 1999, INSEE ab 2006 Anmerkung(en): Ab 1962 offizielle Zahlen ohne Einwohner mit Zweitwohnsitz |                                               |                                               |                                               |                                               |

## Sehenswürdigkeiten
- Turm von Montoulieu an der Stelle der ehemaligen, heute verschwundenen Burg
- Kirche Saint-Léger
- Kapelle des Pfarrhauses
- Brücke über die Ariège, genannt „Pont du Diable“, aus dem 19. Jahrhundert, seit 1950 als Monument historique eingeschrieben

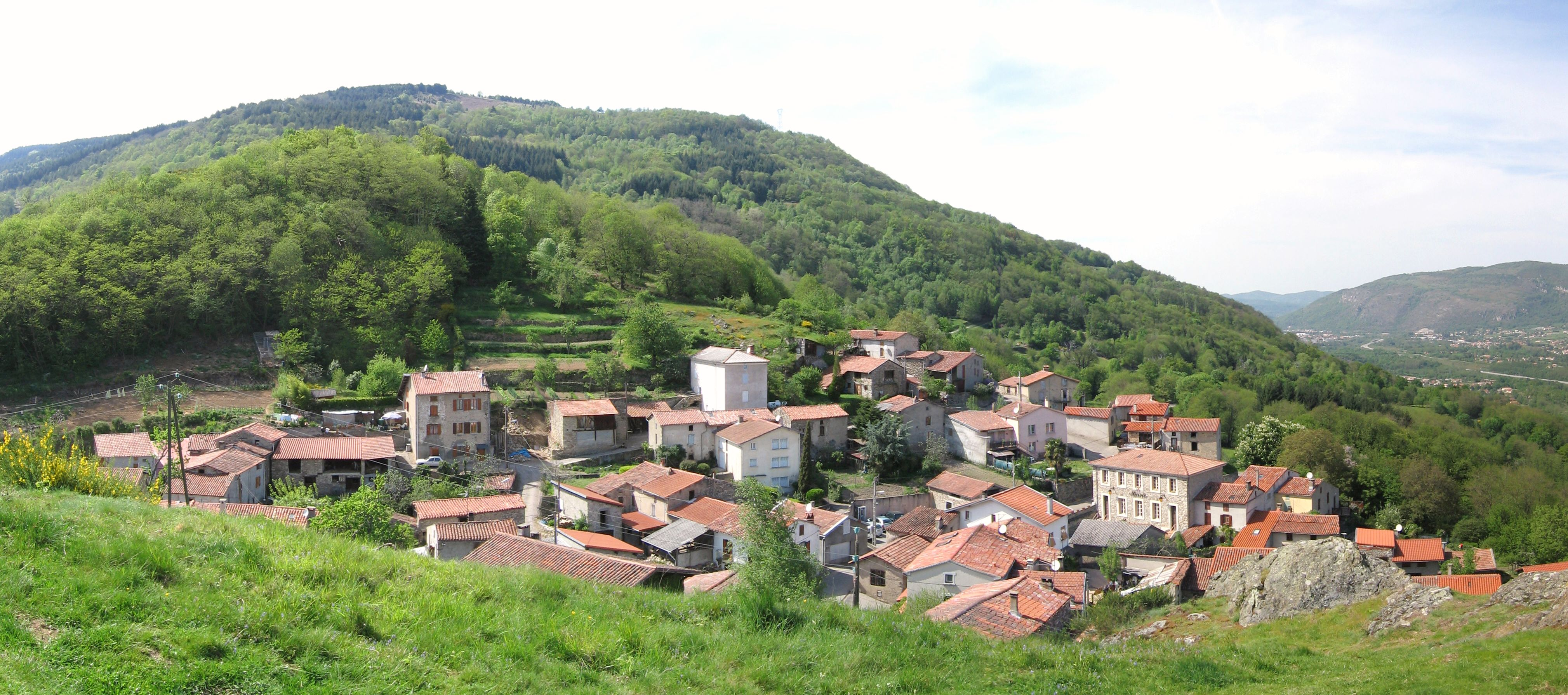
Blick auf Montoulieu
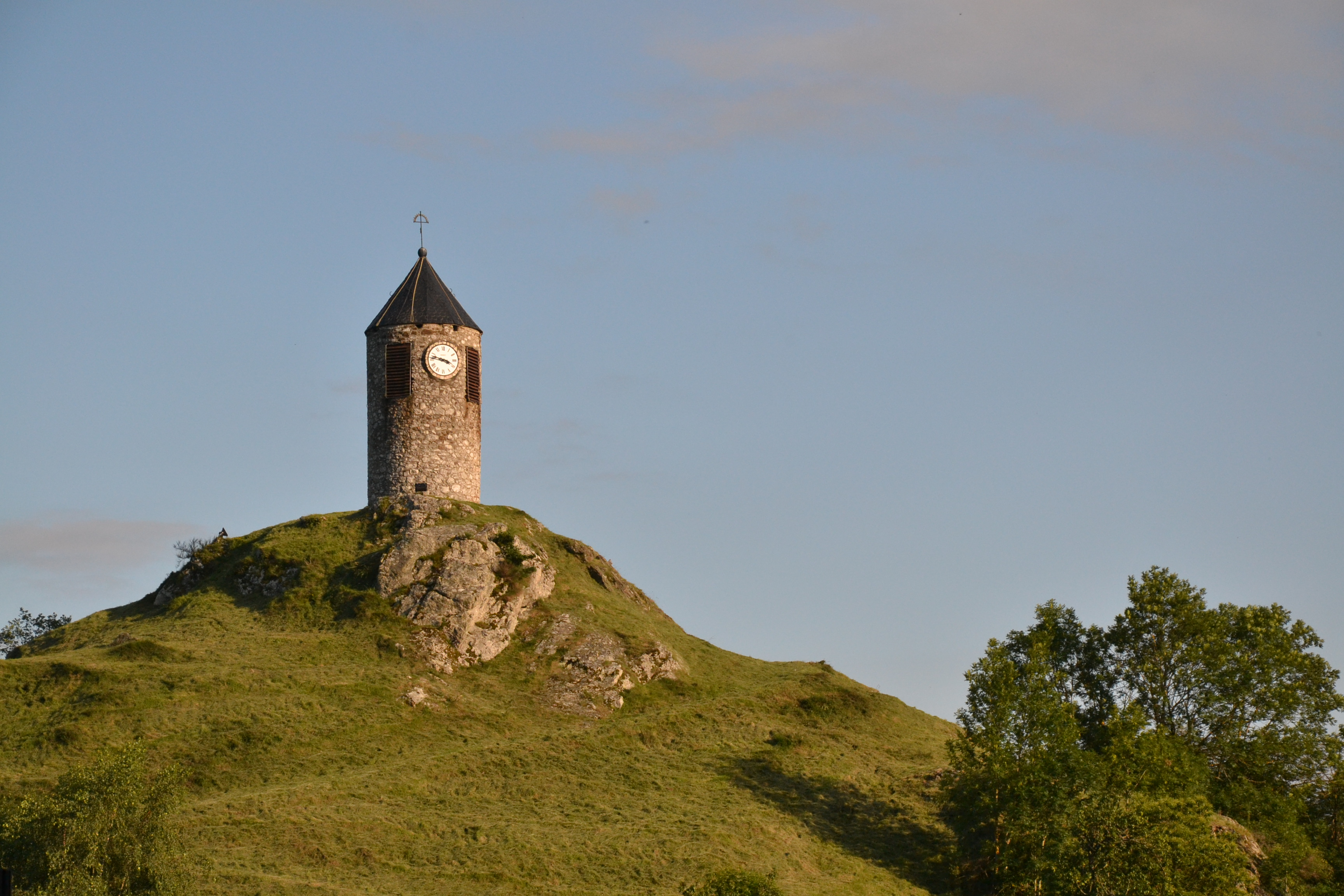
Turm von Montoulieu
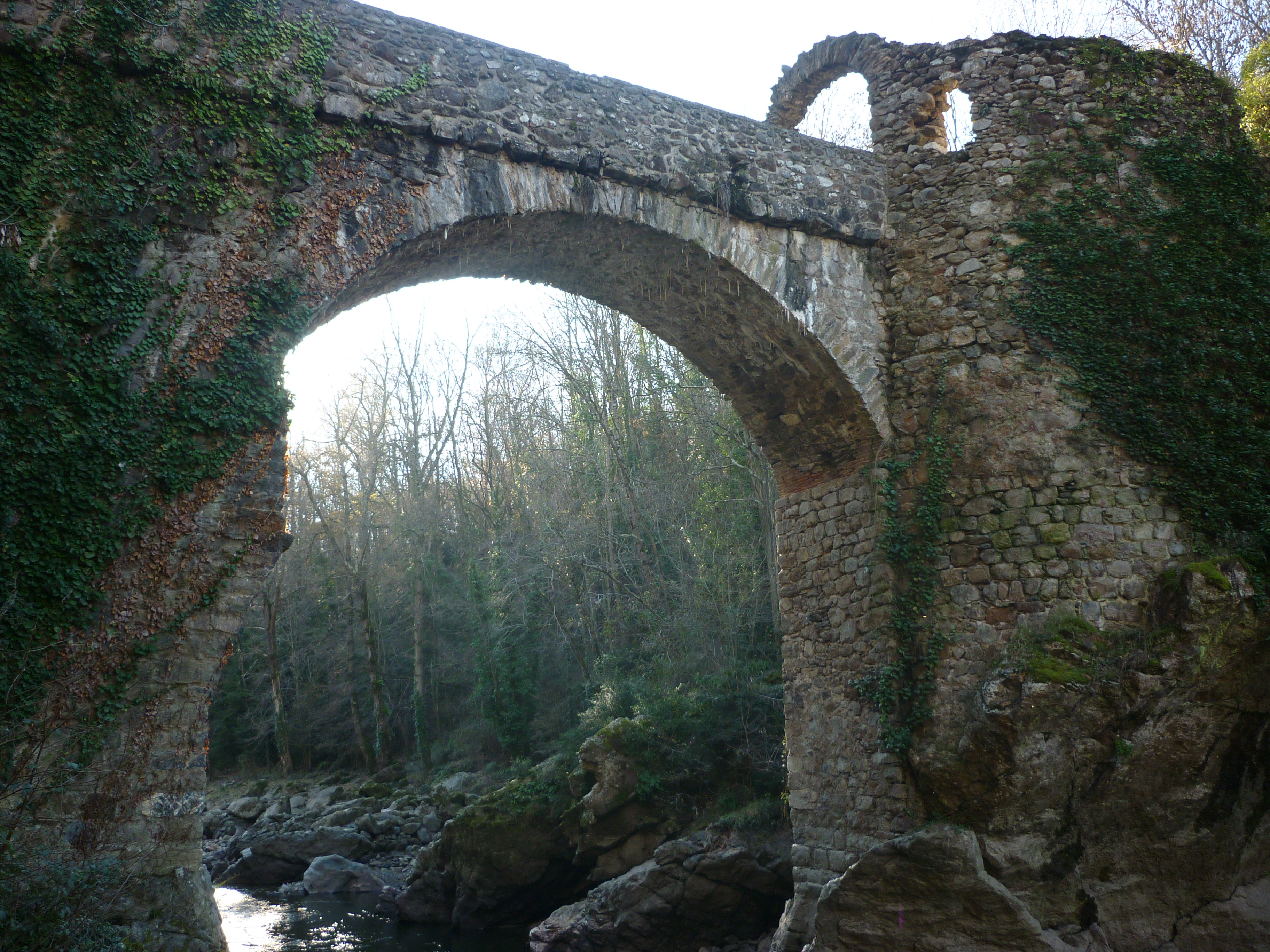
Pont du Diable

## Verkehr
Die Gemeinde ist mit einer Anschlussstelle an die autobahnähnlich ausgebaute Route nationale 20 angebunden, die nördlich über Foix und Pamiers in die Autoroute A 66 „L’Ariégeoise“ übergeht, im Süden bis an die spanische Grenze bei Puigcerdà geführt wird.